# José Joaquim Pires de Carvalho e Albuquerque
José Joaquim Pires de Carvalho e Albuquerque, segundo barão com grandeza de Pirajá, (São Francisco do Conde, 1º de junho de 1815 — 15 de fevereiro de 1888) foi um fazendeiro e diplomata brasileiro. Agraciado barão em 25 de março de 1849. 
Filho de Joaquim Pires de Carvalho e Albuquerque, primeiro barão e posteriormente visconde com grandeza de Pirajá, título dado por D. Pedro I.

## Biografia
Filho do visconde de Pirajá, Joaquim Pires de Carvalho e Albuquerque, e de Maria Luisa Queirós de Teive e Argolo, casou-se com Águeda Maria Zeferina da Silva. Foi adido à embaixada brasileira em Londres, nesta época assistiu à coroação da rainha Vitória.
Seu título de barão de Pirajá tem origem com o seu pai, Joaquim Pires de Carvalho e Albuquerque. Defensor da Independência e em 1822, ocupou a planície do Pirajá e praticamente prendeu toda a tropa portuguesa em Salvador. Em recompensa a este feito, foi nomeado em 1826 primeiro barão de Pirajá. 
De sua esposa não teve varões, mas uma única filha chamada Josefa Maria Pires de Carvalho e Albuquerque, nascida no litoral norte do estado da Bahia, e que se casou com Manoel de Souza Freire, dono de terras extensas em Conde e descendente direto de Alexandre de Souza Freire, governador colonial da Capitania do Maranhão (1728-1732). Sendo este Alexandre, filho de Bernardim de Souza Freire, governador colonial de Angola (1701-1702), que era casado com uma prima chamada Maria de Souza Freire, filha de Alexandre de Souza Freire, Governador-Geral do Brasil (1667-1671). Após a morte de seu pai, não assumiu o baronato devido a queda do Império. 